# Peggau
Peggau osztrák mezőváros Stájerország Graz-környéki járásában. 2017 januárjában 2220 lakosa volt.

## Elhelyezkedése

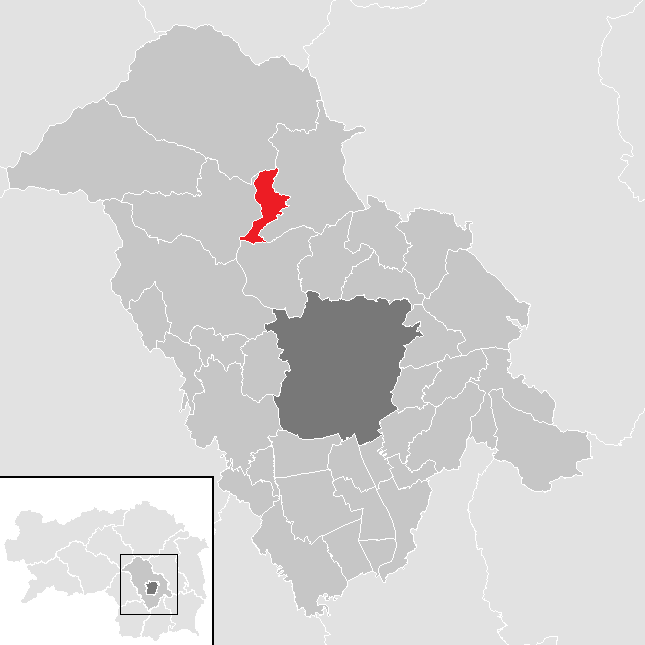
Peggau a Graz-környéki járásban

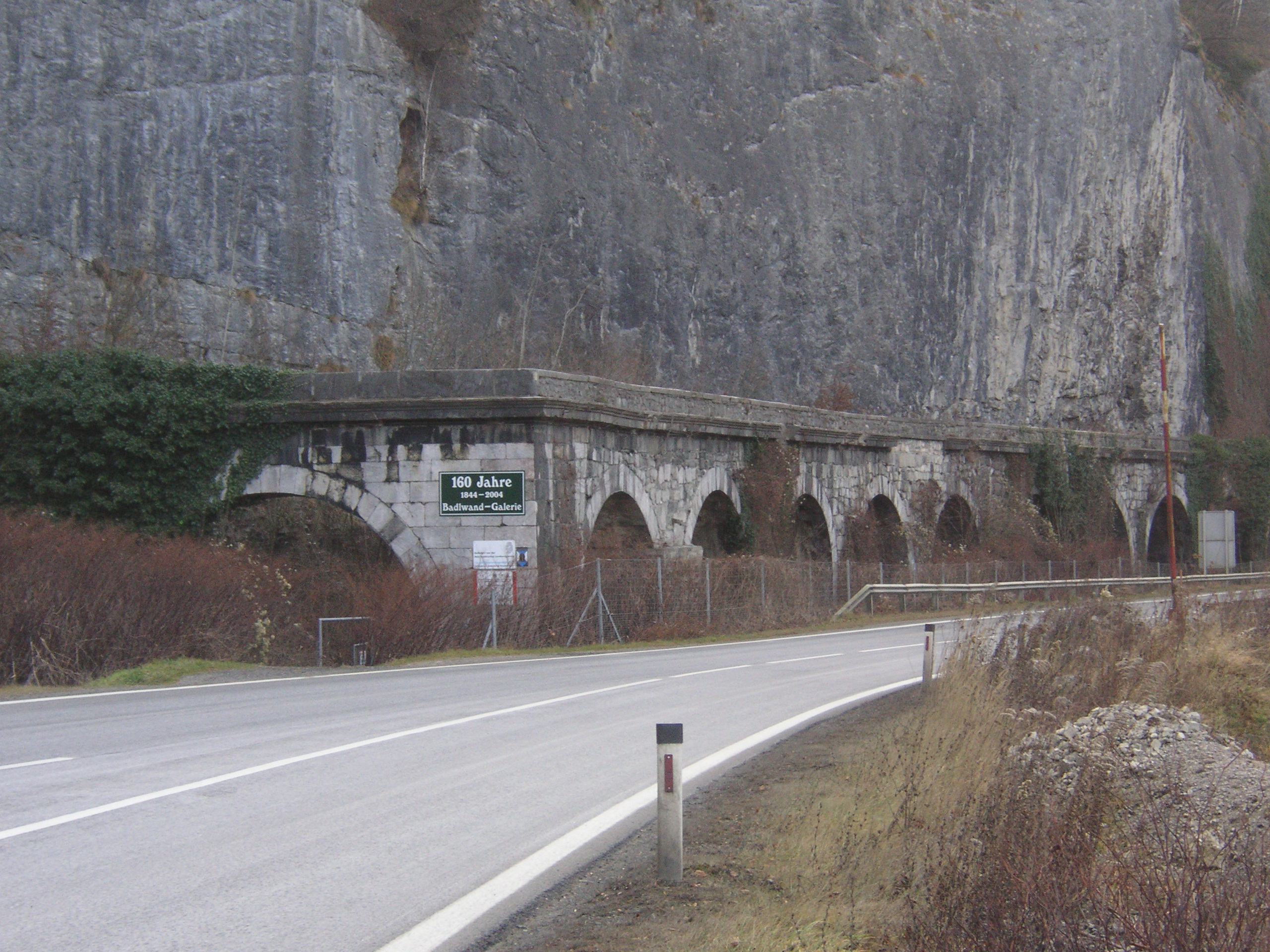
A galériaalagút

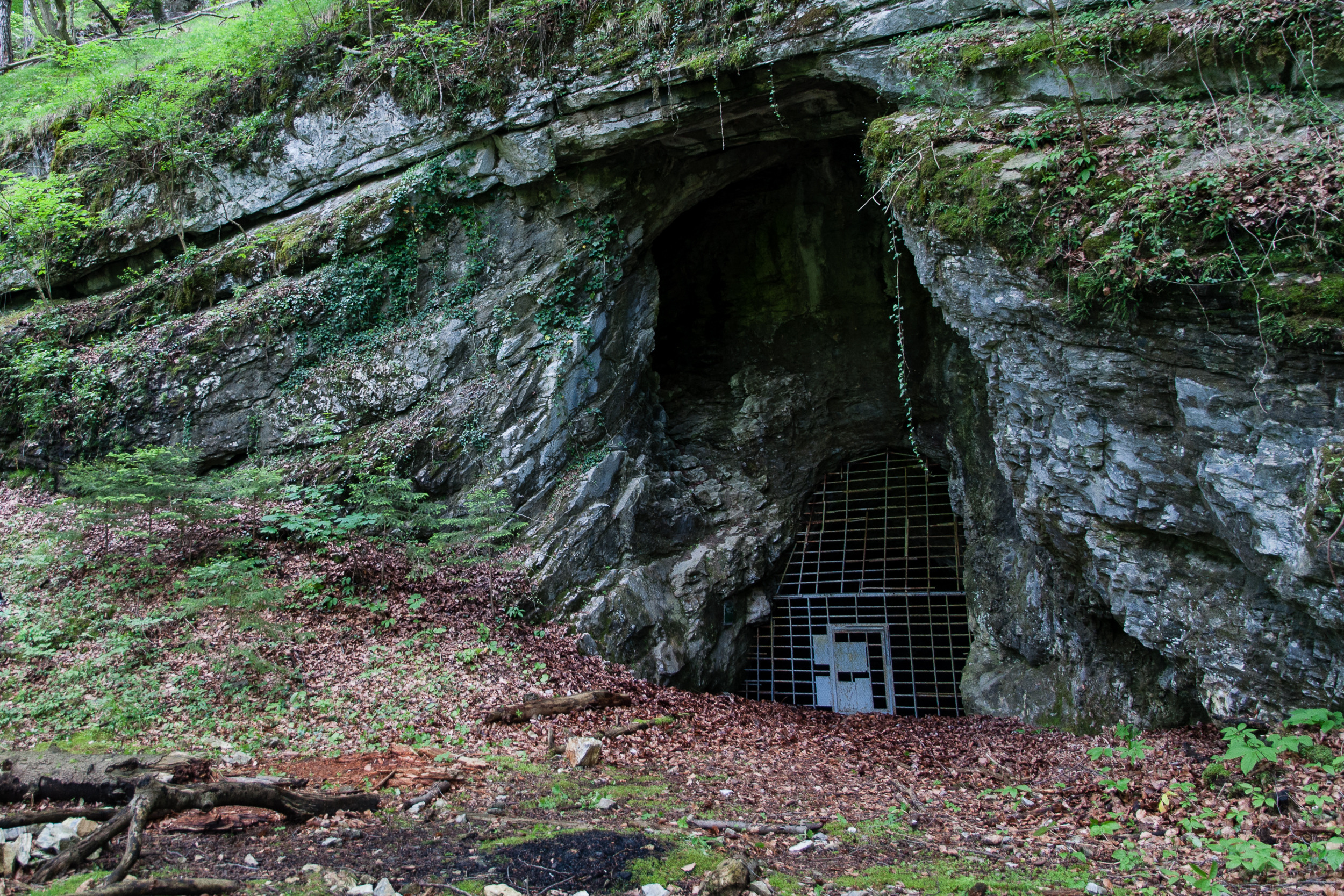
A Badlhöhle bejárata

Peggau Nyugat-Stájerországban fekszik, kb. 15 km-re északra Graztól, a Mura bal partján, Deutschfeistritz-cel szemben. Kelet felé területe kiterjed a Tanneben mészkőhegyeire. Legmagasabb pontja 910 méteres. Nevezetessége a Peggaui-fal, egy meredek, barlangokban gazdag sziklafal. Az önkormányzat 2 települést egyesít: Friesach (248 lakos 2017-ben) és Peggau (1972 lakos).
A környező önkormányzatok: északra Frohnleiten, keletre Semriach, délre Gratkorn, nyugatra Deutschfeistritz.

## Története
Peggau barlangjaiból számos régészeti lelet, többek között a kő- és a bronzkorból, került elő. A Kugelstein domb tetején római kori települést találtak.
Első írásos említése 1050 körülről származik Peka vagy Peckach formában. Neve a szláv peč szikla, barlang szóból ered. Peggau várát és a mellette lévő felut a von Peggauk birtokolták, akik később megszerezték Pgannberg várát is és felvették annak nevét. A várat 1270 körül II. Ottokár cseh király lerombolta.
1301-ből van rá bizonyíték hogy útvámot szedtek Peggaunál; a gyakorlat egészen 1800-ig tartott. 1740-ig a Murán leúsztató tutajosoktól is szedtek vámot. A település valamikor 1570 előtt kapott mezővárosi jogokat.
A sziklafal tövében 1844-ben épült meg a galériaalagút, amely a Déli vasút sínpárját védte a kőomlásoktól. 1893-ban megnyílta az első kavicsbánya. Ugyanebben az évben megkezdődött a közel 6 km-es Lurgrotte barlang feltárása. Ennek során egy felhőszakadást követő árvíz elzárt hét barlangászt, akiknek kimentését I. Ferenc József császár is figyelemmel kísérte. Az első világháborút követűen a barlangokból 86 vagonnyi denevérürüléket termeltek ki foszfáttartalmuk hasznosítására.
1944 augusztusa és 1945 áprilisa között Peggauban működött a mauthauseni koncentrációs tábor egyik kirendeltsége, amely alagútrendszert épített a Steyr-Daimler-Puch AG thondorfi repülő- és harckocsigyártó üzeme számára.
1975-ben a Murán lezúduló árvíz nagy károkat okozott Peggauban. Az ár a Lurgrottét is elöntötte és elsodorta a belső közlekedőállványokat, a barlang két vége között azóta sem lehetséges az átjárás.

## Lakosság
A peggaui önkormányzat területén 2017 januárjában 2220 fő élt. A lakosságszám 1939 óta gyarapodó tendenciát mutat. 2015-ben a helybeliek 89,7%-a volt osztrák állampolgár; a külföldiek közül 1,1% a régi (2004 előtti), 4,4% az új EU-tagállamokból érkezett. 2,3% a volt Jugoszlávia (Szlovénia és Horvátország nélkül) vagy Törökország, 2,5% egyéb országok polgára. 2001-ben a lakosok 80,7%-a római katolikusnak, 4,4% evangélikusnak, 1,8% ortodoxnak, 2,5% mohamedánnak, 9,6% pedig felekezet nélkülinek vallotta magát. Ugyanekkor 5 magyar élt a mezővárosban. A legnagyobb nemzetiségi csoportot a német mellett a horvátok alkották 2,3%-kal.

## Látnivalók

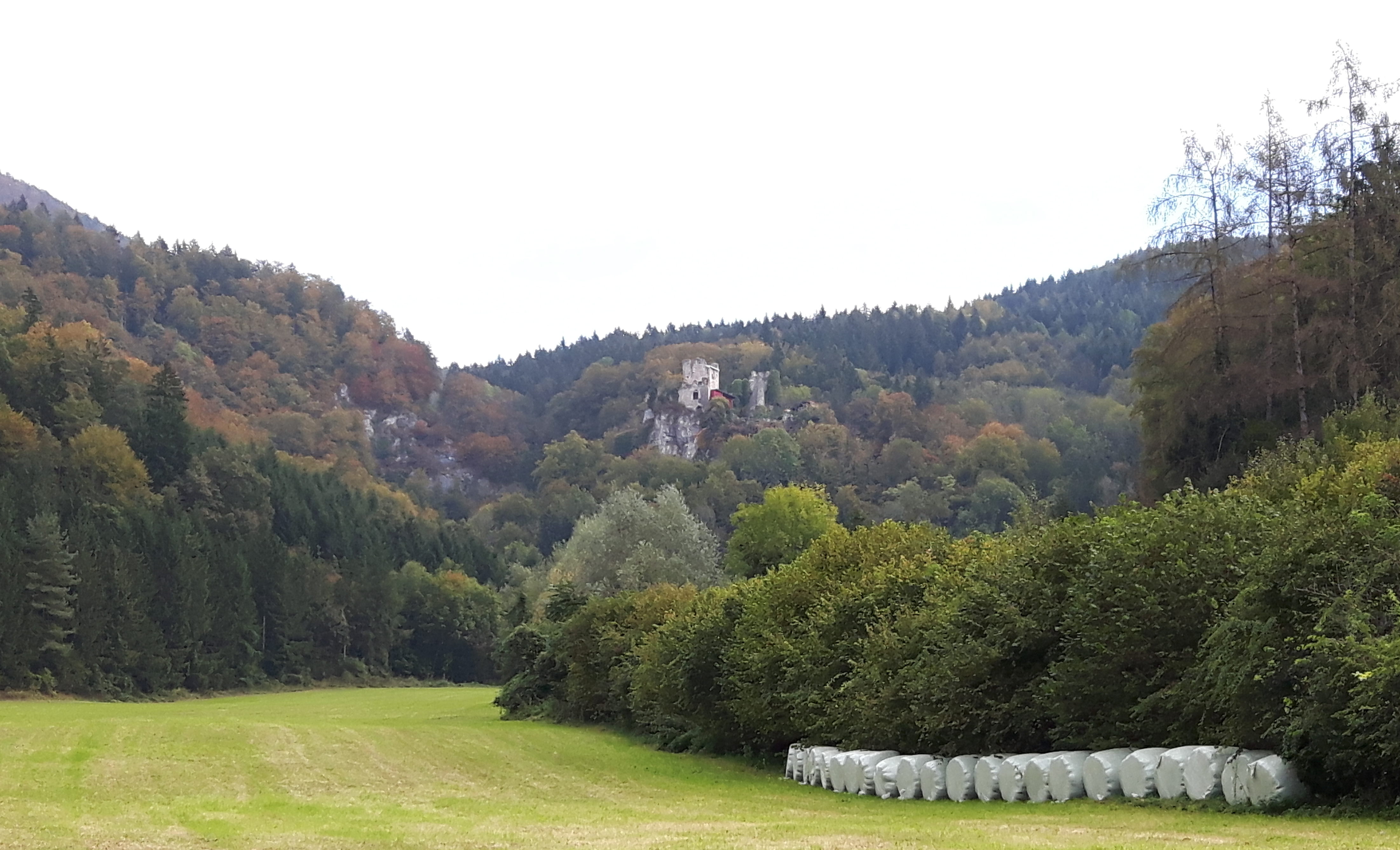
A peggaui vár romjai

- A Lurgrotte, Ausztria legnagyobb cseppkőbarlangja[3]
- a Szt. Margit-plébániatemplom
- az 1906-ban épült evangélikus templom
- a galériaalagút ipari műemlék
- a peggaui vár romjai
- a Repolust-barlang
- a Badlhöhle barlang
- a Mittelbach vízesése a várrom alatt

## Fordítás
- Ez a szócikk részben vagy egészben  a   Peggau című német Wikipédia-szócikk ezen változatának fordításán alapul.  Az eredeti cikk szerkesztőit annak laptörténete sorolja fel. Ez a jelzés csupán a megfogalmazás eredetét és a szerzői jogokat jelzi, nem szolgál a cikkben szereplő információk forrásmegjelöléseként.